# Laagpakket van Simpelveld

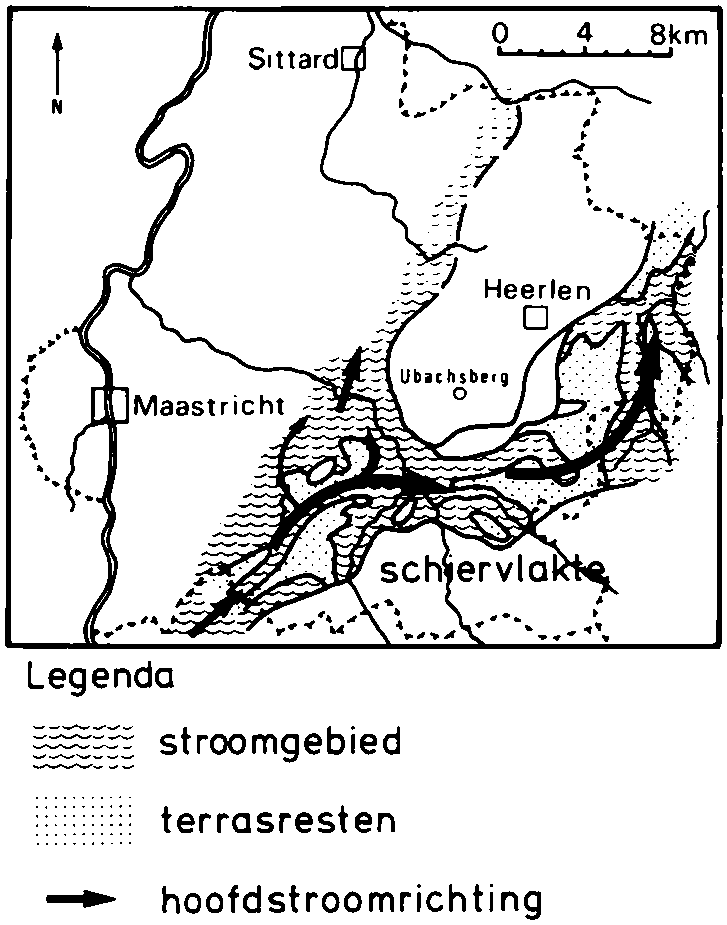
De Simpelveld-fase van de Oostmaas, de fase waarin het Laagpakket van Simpelveld werd afgezet

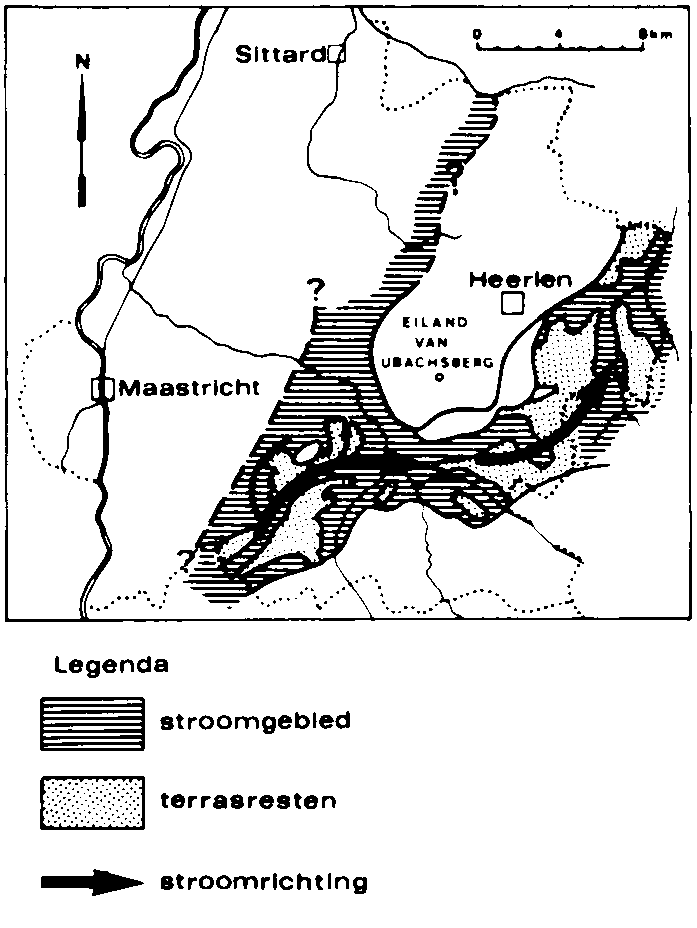
Verbreiding en hoofdstroomrichtingen Maasterrasafzettingen in Zuid-Limburg tijdens de Simpelveld-fase

Het Laagpakket van Simpelveld, voorheen ook bekend als de Afzettingen van Simpelveld, is een afzetting uit de Formatie van Beegden (voorheen de Formatie van Tegelen) in de Boven-Noordzee Groep. Het laagpakket werd afgezet in de Simpelveld-fase van de Oostmaas in het vroeg Pleistoceen (Tiglien).
De afzetting is vernoemd naar het dorp Simpelveld.

## Voorgeschiedenis
Het gebied van de Ardennen en Zuid-Limburg was aan het einde van het Tertiair een schiervlakte waar de Oermaas stroomde. Op deze schiervlakte werd door de rivier het Laagpakket van Waubach afgezet.

## Het dal van de Oostmaas
Door de opheffing van het Ardennen-Rijnlandse-Massief worden de uit het zuiden komende rivieren gedwongen zich in te snijden in het langzaam rijzende gebied. Dit gaat gepaard met sterke erosie in de Ardennen en het zuidelijke gelegen Vogezengebied. Grof gebergtepuin wordt naar Zuid-Limburg getransporteerd en herkent men nu voor het eerst een uit het zuiden komende rivier die de Maas te noemen is.
Het oudste morfologisch herkenbare dal van de Maas strekt zich uit van Luik over Eijsden, Noorbeek, Gulpen, Simpelveld, Kerkrade naar Jülich, waar de Maas uitmondde in de Rijn. Dit is het dal van de Oostmaas. In het noorden wordt dit dal begrensd door een hoge rug die loopt van Hallembaye (Eiland van Hallembaye) naar de hoogte van Banholt (Eiland van Banholt) en de hoogte van Ubachsberg (Eiland van Ubachsberg) bij de Huls. Door de latere doorbraak van de Maas naar het westen zijn grote delen van de noordelijke dalwand verdwenen en zijn alleen de voornoemde punten voor erosie gespaard gebleven. Dit dal is dan verder te volgen langs de oostrand van het Eiland van Ubachsberg naar Waubach. Ten noorden van de Feldbissbreuk, in het dalingsgebied, vervaagt de noordelijke dalwand.
De zuidelijke dalwand wordt gevormd door de zogenoemde gebergterand, een steilrand die de zuidelijke begrenzing vormt van het sedimentatiegebied van de Maas. Deze gebergterand, die tevens de noordrand van de schiervlakte vormt, loopt langs Hoogcruts, Epen, Vijlen en via Orsbach over Duits gebied in de richting van Vetschau ten noorden van Laurensberg.

## Terrassen
In het dal van de Oostmaas zijn enkele terrassen te onderscheiden. De oudste fase wordt gevormd door het Laagpakket van Kosberg, gevolgd door het Laagpakket van Crapoel, daarna het Laagpakket van Noorbeek en ten slotte de jongste door het Laagpakket van Simpelveld. Het niveau van de basis van het Laagpakket van Kosberg ligt op circa 190 meter boven NAP, terwijl de basis van het Laagpakket van Simpelveld circa 25 meter lager ligt.
Van grote betekenis voor de dalvorming was de langzame opheffing en daarmee gepaard gaande insnijding waardoor het mogelijk is de afzettingen aan de hand van hun hoogteligging van elkaar te onderscheiden.
Het huidige niveau van de basis van het Laagpakket van Kosberg ligt op circa 190 meter boven NAP, terwijl de basis van het Laagpakket van Simpelveld circa 25 meter lager ligt. Tussen de niveaus van de laagpakketten van Kosberg en Simpelveld in liggen de Laagpakketten van Crapoel en Noorbeek.
Op enkele plaatsen is het Laagpakket van Simpelveld afgezet insnijdend op de Laagpakketten van Noorbeek, Crapoel of Kosberg, terwijl het Laagpakket van Simpelveld lokaal ingesneden wordt door het Laagpakket van Margraten.

## Afzettingen
Het Laagpakket van Simpelveld bestaat uit grof Maasgrind en grof zand die door de Oostmaas is afgezet, met lokaal soms ook klei of leem.
Hernieuwde insnijding zorgde voor de erosie van een groot deel van het Laagpakket van Kosberg. Alleen in de flanken van het dal bleven terrasresten bewaard. In het achterland sneed de Maas zich steeds dieper in en dikke pakketten zand en grof grind, die tot twaalf meter dik kunnen zijn, werden afgezet. Dit grindpakket, dat zich over vele vierkante kilometers uitstrekt, behoort tot het Laagpakket van Simpelveld. De basishoogte ligt op circa 155 meter boven NAP. Ten noorden van de Feldbissbreuk ligt de basis echter onder 120 meter boven NAP.
In tegenstelling tot het Laagpakket van Kosberg bestaat het Laagpakket van Simpelveld voor het grootste deel uit gesteenten die afkomstig zijn uit de Ardennen en Vogezen, terwijl gesteenten van de schiervlakte vrijwel geheel ontbreken. Het kwartspercentage bedraagt gemiddeld 40%. In noordelijke richting kan dit percentage onder invloed van opname uit het Laagpakket van Waubach oplopen tot circa 50%. De Ardennengesteenten zijn voornamelijk vertegenwoordigd door zeer grof grind bestaande uit de typische Revinienkwartsieten Burnot- en Ardenne-conglomeraten en Devonische zandstenen en kwartsieten. Opvallend is het eerste optreden van kalkstenen uit het Onder-Carboon. Deze kalkstenen, ook wel Kolenkalk genoemd, zijn afkomstig uit het gebied van Namen en Wezet. In de voormalige grindgroeve te Mamelis waren blokken Kolenkalk van meer dan een kubieke meter geen zeldzaamheid. De grootte en slechte afronding van deze blokken wijst op transport via ijsschotsen en worden daarom ijsschotszwerfsteen genoemd. In het Laagpakket van Simpelveld is ook voor het eerst diabaas en porfiroide, ganggesteenten afkomstig uit het Cambrische massief van Rocroi in de zuidelijke Ardennen aanwezig. Via de Moezel, die in deze tijd nog tot het stroomgebied van de Maas behoorde, worden uit de Vogezen de eerste granitische en porfirische gesteenten aangevoerd, terwijl ook Triascomponenten uit het Bontzandsteenconglomeraat weer veelvuldig worden aangetroffen. Lokale componenten in dit bonte gezelschap zijn de hoekige vuurstenen uit het aangrenzende Belgische en Zuid-Limburgse Krijtgebied die aangetroffen worden in alle Maasafzettingen.
De ouderdom van het Laagpakket van Simpelveld kon nauwkeurig worden bepaald door middel van pollenanalyse van een veenlaag aan de top van het grind in de groeve Platte Bossen te Nijswiller. De ouderdom bleek Tiglien te zijn. Tevens kan hieruit de conclusie worden getrokken dat de Maas minstens tot aan het einde van het Tiglien in dit dal moet hebben gestroomd.
Groeven in het Laagpakket van Simpelveld bevinden zich in Reijmerstok, Groeve Roodeput bij Simpelveld en in Bocholtz. Tot in de jaren 1970 waren het Laagpakket van Simpelveld nog duidelijk ontsloten in de voormalige bruinkoolgroeve Herman te Eygelshoven. In deze groeve, gelegen ten noorden van de Feldbiss, ligt het Laagpakket van Simpelveld direct op het Laagpakket van Waubach. Deze opbouw toont duidelijk de daling van het noordelijke gebied ten opzichte van de opheffing en terrasvorming in het gebied ten zuiden ven de Feldbiss.

## Het verlaten van het dal van de Oostmaas
De opheffing van het gebied ging tevens gepaard met een lichte kanteling naar het noordwesten, waardoor het dal van de Oostmaas steeds hoger kwam te liggen. Na verloop van tijd werd de Maas dan ook gedwongen dit dal te verlaten. De Maas breekt dan door de noordelijke dalwand ten westen van Gulpen om zich een weg te banen naar het noorden langs de westelijke flank van het Eiland van Ubachsberg. Als gevolg hiervan zijn er aan beide flanken van het Eiland van Ubachsberg het Laagpakket van Simpelveld afgezet.
De naar het westen verlegde Maas wordt de Westmaas genoemd.